# Bandera de Sabah

Bandera del Estado Malayo de Sabah. Ratio 1:2

La actual bandera del estado de Sabah, en Malasia, fue adoptada el 16 de septiembre de 1988. Es de color rojo, blanco y tres tonos diferentes de azul. Una montaña se encuentra en el cantón como en la bandera de 1963, pero ahora en azul oscuro sobre un fondo azul claro. El campo es azul mediano sobre blanco y rojo. La montaña en la bandera (y escudo de armas) es el Monte Kinabalu (4095 m).
Los cinco colores diferentes representan las cinco residencias del estado de Sabah.
- Una silueta del monte Kinabalu representa el estado de Sabah.

- El Zircón de color azul representa la paz y la calma.

- El Carámbano de color azul representa la unidad y la prosperidad.

- El color Azul Francia representa la fuerza y la armonía.

- El color blanco representa la pureza y la justicia.

- El chile de color rojo representa el coraje y la determinación.

## Bandera de Sabah (1963-1982)

Bandera de Sabah desde 1963 hasta 1982.

El 31 de agosto de 1963, Sabah adoptó una bandera de cuatro rayas, rojo, blanco, amarillo, azul, y un cantón verde con una montaña de color marrón. El significado de la bandera creada en 1963 es muy similar a la bandera actual aprobada en 1988.

## Bandera de Sabah (1982-1988)

Bandera de Sabah desde 1982 hasta 1988.

Entre 1963 y 1988 se utilizó otra bandera, adoptada el 1 de enero de 1982. Era un diseño completamente diferente: azul sobre blanco con un triángulo rojo en el batiente. Se parecía mucho a la bandera utilizada por Sarawak (el otro estado malayo de Borneo) hasta el 31 de agosto de 1988, que era de color rojo sobre blanco con un triángulo azul en el batiente.
La bandera del estado de Sabah (1982-1988) fue creada en 1981 bajo la administración del BERJAYA (siglas del Parti Bersatu Rakyat Jelata Sabah, cuya traducción en español significa Frente Unido del Pueblo de Sabah) desde 1976 hasta 1985.
La bandera es similar a la bandera de la República Checa y la bandera de las Filipinas.
- Datos: Q11721817